# 驻新加坡台北代表处
駐新加坡臺北代表處（英語：Taipei Representative Office in Singapore）是中華民國外交部在新加坡設立的外交代表機構，为实质大使館。中華民國外交部內部按慣例稱之為「駐新加坡代表處」。新加坡亦在臺灣臺北設有名為新加坡駐臺北商務辦事處的機構，也類似於大使館。但因為兩國間沒有正式邦交。新加坡因与中華人民共和國政府的邦交而採行一個中國政策，不承認中華民國政府的地位，因此只設置準官方機構，來處理雙方的簽證及商務事宜。

## 歷史
自新加坡在1965年脫離英國殖民統治，取得獨立以來，中華民國與新加坡共和國兩國一直維持着非官方關係。1969年3月6日，中華民國在新加坡派駐代表團，稱為「中華民國駐新加坡共和國商務代表團」:52。
1990年，新加坡共和國有意與中華人民共和國政府建交，於是中華民國駐新加坡共和國商務代表團便在同年9月30日改名為駐新加坡臺北代表處。

## 歷任代表
| 姓名     | 就任         | 卸任          | 外交銜級 對外名義 | 外交職務 本職職務 | 備註       | 備註 |
| -------- | ------------ | ------------- | ----------------- | ----------------- | ---------- | ---- |
| 張彼得   | 1969年4月    | 1980年9月     | 代表              | 代表              |            |      |
| 胡炘     | 1980年9月    | 1988年8月     | 代表              | 代表              |            |      |
| 蔣孝武   | 1988年8月    | 1990年1月     | 代表              | 代表              |            |      |
| 陳毓駒   | 1990年5月    | 1994年4月     | 代表              | 代表              |            |      |
| 邱進益   | 1994年4月    | 1996年9月     | 代表              | 代表              |            |      |
| 歐陽瑞雄 | 1997年7月    | 2003年        | 代表              | 代表              |            |      |
| 烏元彥   | 2003年6月    | 2005年6月     | 代表              | 代表              |            |      |
| 胡為真   | 2005年6月    | 2007年        | 代表              | 代表              |            |      |
| 郭時南   | 2007年9月    | 2008年9月     | 代表              | 代表              |            |      |
| 史亞平   | 2009年1月    | 2012年2月     | 代表              | 代表              |            |      |
| 謝發達   | 2012年5月    | 2015年7月     | 代表              | 特命全權大使      | [ 註 2 ]   |      |
| 張大同   | 2015年7月    | 2016年7月     | 代表              | 特命全權大使      |            |      |
| 江春男   | 2016年8月2日 | 2016年8月9日  | 代表              | 特命全權大使      | 到任前請辭 |      |
| 梁國新   | 2016年11月   | 2023年3月22日 | 代表              | 特命全權大使      |            |      |
| 童振源   | 2023年5月8日 | 現任          | 代表              | 特命全權大使      |            |      |

## 交通
於新加坡地鐵環線的拉柏多公園地鐵站，往西北方向步行，便可到達臺北代表處。

## 外部連結
- 駐新加坡臺北代表處 （页面存档备份，存于）
- 駐新加坡台北代表處的Facebook專頁